# Sonjatschne (Saporischschja)
Sonjatschne (ukrainisch Сонячне; russisch Солнечное Solnetschnoje) ist eine Ansiedlung im Nordwesten der ukrainischen Oblast Saporischschja mit etwa 580 Einwohnern (2014).
Sonjatschne liegt im Rajon Saporischschja und grenzt an den Nordwesten der Stadt Saporischschja. Im Süden der Ansiedlung verläuft die Fernstraße N 08 und eine Bahnstrecke.
Die Ansiedlung wurde 1927 mit dem Namen Pryhorodne (Пригородне) gegründet und trägt seit 1991 ihren heutigen Namen.
Am 13. Oktober 2016 wurde das Dorf zum Zentrum der neugegründeten Landgemeinde Schyroke, bis dahin bildete es zusammen mit den Dörfern Malyschiwka, Petriwske (Петрівське) und Rutschajiwka (Ручаївка) die gleichnamige Landratsgemeinde Sonjatschne (Сонячна сільська рада/Sonjatschna silska rada) im Westen des Rajons Saporischschja.

## Persönlichkeiten
Im Ort lebte und starb der ukrainische Politiker Oleksandr Pekluschenko (1954–2015).